# Нячанг

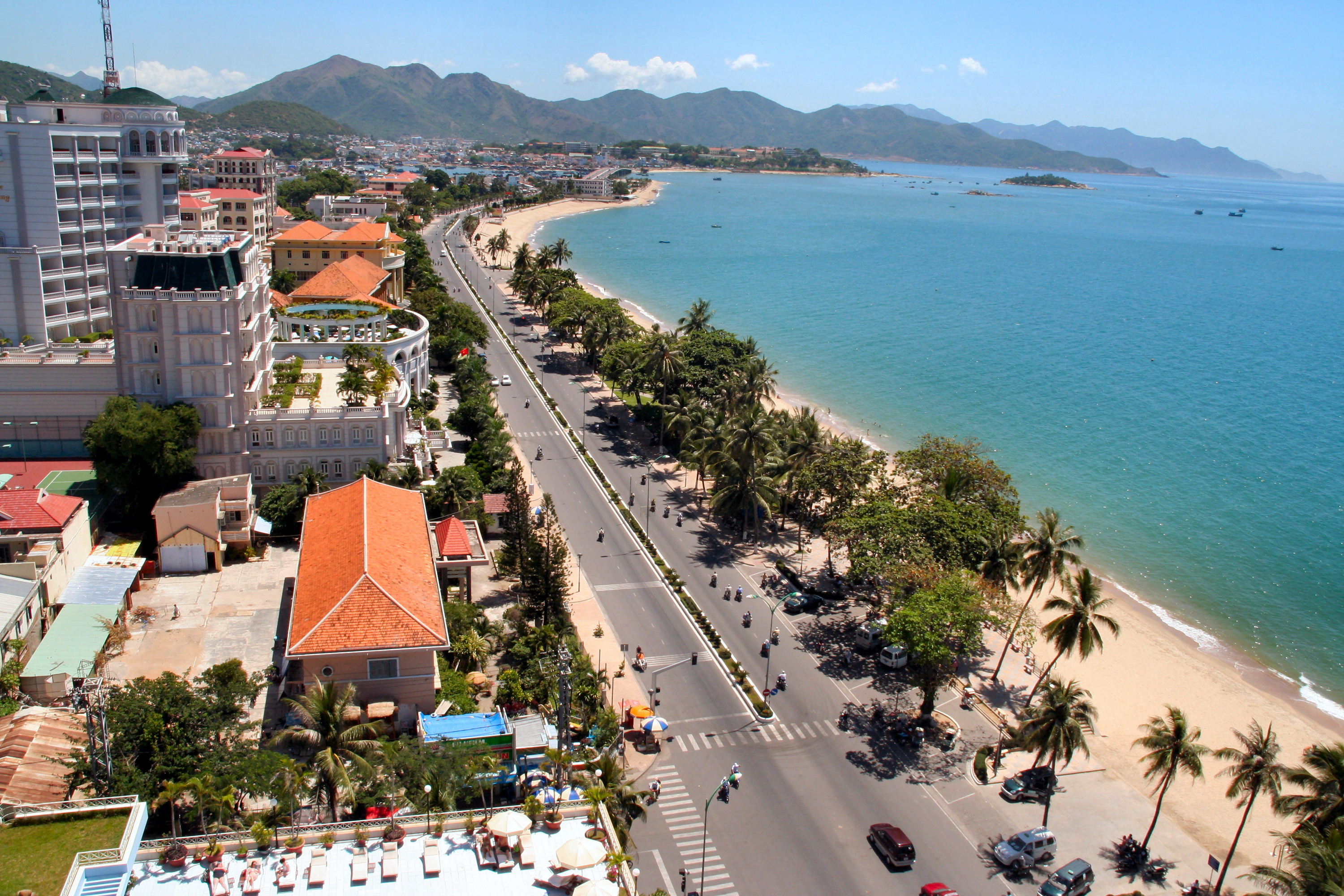
Чанфу — главная улица города

Няча́нг (вьет. Nha Trang) — столица провинции Кханьхоа в центральном Вьетнаме. Расположен на побережье Южно-Китайского моря, в 1280 км от Ханоя и в 439 км от Хошимина. Один из самых популярных курортов Вьетнама среди иностранных туристов.

## История
Основан тямами, входил в состав государства Тямпа и назывался Каутхара. По одной из версий название «Нячанг» — тямского происхождения, образовано от вьетнамизированного прочтения тямского названия реки, на которой он стоит, — Ячанг. В прошлом Нячанг — обычная рыбацкая деревня на берегу моря, но со времён Французского Индокитая город стал развиваться как курорт, и сейчас он является одним из курортных центров страны.
Жители города заняты рыбной ловлей, рыбопереработкой и обслуживанием туристов. В Нячанге есть небольшой морской порт.

## Климат
Среднегодовая температура 23—26 градусов по Цельсию. Минимальные температура воздуха зимой — до 10—13 градусов, но это бывает очень редко. Максимальные летом достигают 37 градусов. Обычно температуры и зимой, и летом держатся в диапазоне 28—34 градусов.
Осадков выпадает меньше, чем в других районах страны, но иногда бывает достаточно душно из-за высокой влажности. Несмотря на то, что дожди редки (самые влажные месяцы с ноября по февраль), они бывают очень сильные. Обычно вечером или ночью идёт сильный ливень. Поскольку город защищён горами, вероятность ураганов и тайфунов здесь не так высока, как в соседних провинциях.
В ноябре 2017 прошёл сильнейший тайфун «Дамри», от последствий которого пострадали центральные провинции страны, унёс жизни более 100 человек, 197 человек ранены и 25 пропали без вести.
Температура воды в море у Нячанга 26—29 градусов, однако в январе — феврале она холоднее: не выше 24 градусов. Морская фауна разнообразна: креветки, кальмары, осьминоги, омары, многие виды рыб. Есть редкие медузы, способные вызвать быстропроходящие ожоги у человека (в августе — сентябре).
Песочный пляж города составляет примерно 7 километров. Песок мелкозернистый, преимущественно жёлтого цвета, варьирует от светло-жёлтого до жёлто-коричневого цвета. В некоторых местах на окраинах города прибрежная полоса представлена каменными глыбами.

## Аэропорт
Ближайший аэропорт — международный аэропорт Камрань (Cam Ranh International Airport) — находится в городе Камрани, что в 50 километрах от Нячанга. Аэропорт не следует путать с авиабазой Нячанг в центральном квартале города, где проходят подготовку лётчики Народной армии Вьетнама.

## Туризм

Вид на центральную и северную часть города

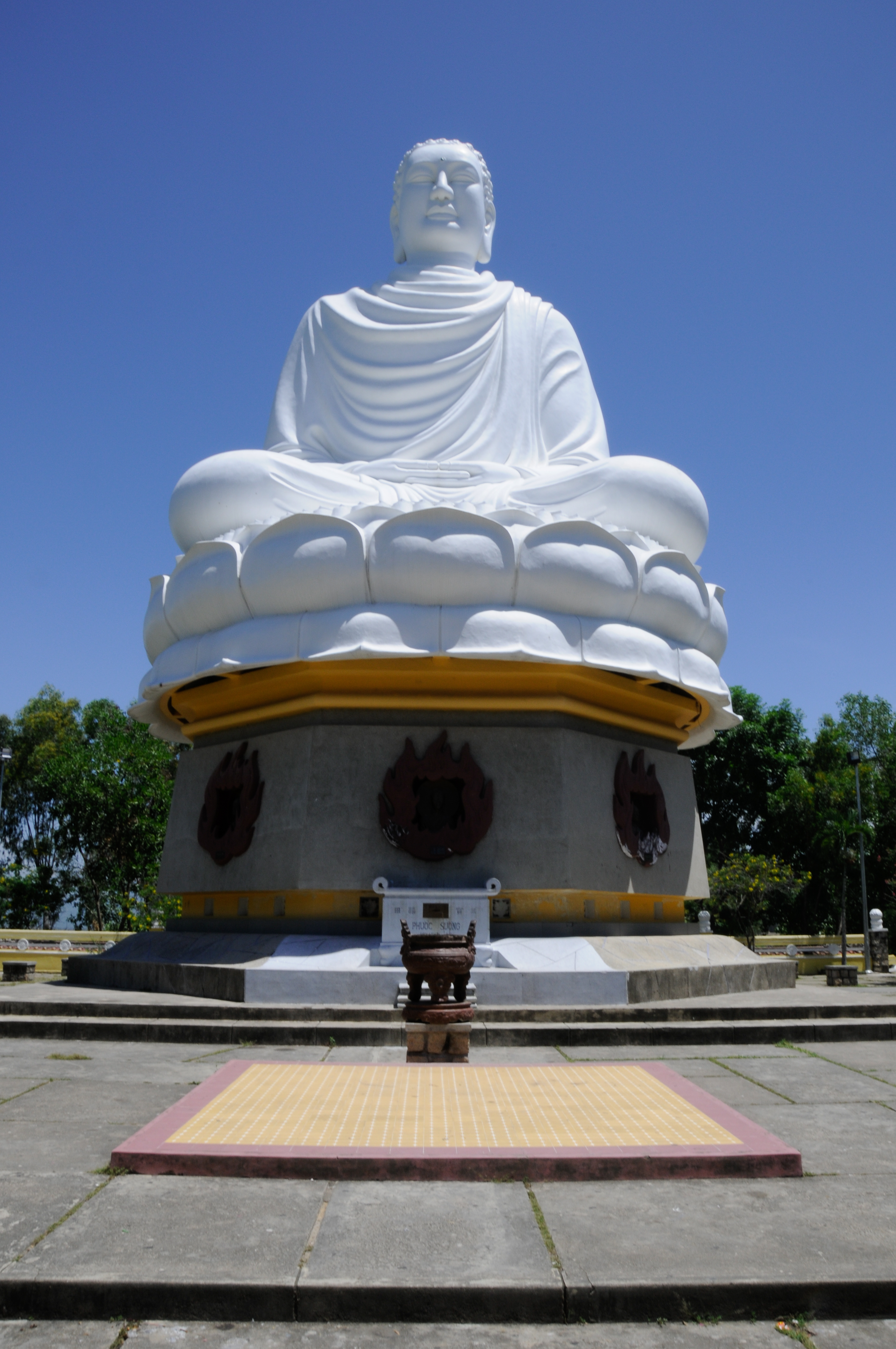
Статуя Будды у пагоды Лонгшон

Курортом Нячанг стал ещё во времена императоров и в то время, когда Вьетнам был французской колонией (в составе Французского Индокитая). Его посещают как жители Хошимина, так и туристы со всего мира. Нячанг популярен у туристов из Белоруссии, России и Украины, некоторые из них проводят там зиму или поселяются надолго.
С 2013 года в Нячанге ведётся активное строительство отелей и многоквартирных домов.

### Достопримечательности
- Башни Понагар тямской культуры;
- Виллы[вьет.] Бао Дая;
- Водопад Бахо (Ba Hồ);
- Водопады Янгбай (Yang Bay);
- Грязелечебница Тхапба (Tháp Bà);
- Институт океанографии в Нячанге[вьет.];
- Камни Хонтёнг[вьет.];
- Кафедральный собор Нячанга;
- Пагода Лонгшон;
- Соляные поля;
- Курорт Винпёрл на острове Че с самой длинной канатной дорогой над морем[источник не указан 2459 дней].

Пляж города — муниципальный, и лишь небольшие участки побережья находятся в частной собственности. В черте города два минерально-грязевых источников и одна грязелечебница.
Достопримечательность Нячанга и символ города — башни тямов Понагар, построенные в конце XIII века властителем Тямпы по имени Джая Симхавармана III. Ещё одна достопримечательность Нячанга — пагода Лонгшон. Позади пагоды на вершине холма расположена огромная каменная статуя Будды, сидящего на цветке лотоса.
Город находится в часе перелёта от Хошимина. В городе множество развлечений: ресторанов, баров, кафе, ночных клубов, дискотек, массажных салонов и салонов красоты. Очень широкий выбор отелей: от одной звезды до пяти. Работает несколько дайв-центров PADI, ориентированных на новичков. Основные места погружений находятся близ острова Мун. Из живности присутствуют мелкие рыбки, мурены, моллюски, медузы и панцирные, реже барракуды. Основной подводной достопримечательностью является наличие более чем четырёхсот видов мягких и твёрдых кораллов, образующих целые сады.
Наиболее неблагоприятный сезон для отдыха в Нячанге с середины ноября до середины февраля (высока вероятность, что купанию будут мешать волны).
Над бухтой Нячанга от города к острову Че протянута канатная дорога. Кабины на 8 человек двигаются на высоте 70 м над морем. На острове расположены три пятизвёздных отеля сети Vinpearl (один из них — Resort & Spa с принадлежащим ему аквапарком, морским океанариумом и лунапарком). Остров является самым большим из всех островов в районе Нячанга.

## Галерея

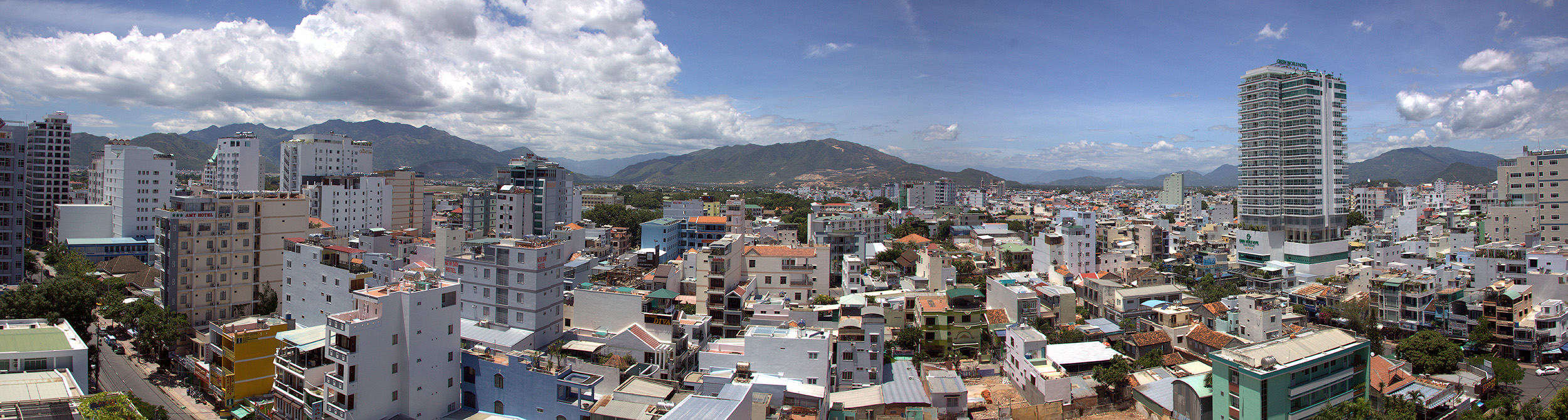
Панорама с крыши отеля на юг города. Вид из центра города